# Гилгель Гибе III (ГЭС)
ГЭС Гилгель Гибе III (Гибе 3) — крупная гидроэлектростанция с установленной мощностью 1,87 ГВт в регионе Южных Народностей Эфиопии, расположена на реке Омо.

## Общие сведения
Гидроэлектростанция относится к высоконапорным гидроузлам, основным предназначением которого является выработка электричества. Гравитационная плотина из укатанного бетона Гибе 3 входит в состав строящегося каскада ГЭС на реке Омо, имеет высоту от основания 246 м, длину 610 м.
Машинный зал ГЭС оснащен 10 генераторами с радиально-осевыми турбинами, мощностью 187 МВт каждый. Плотина оснащена переливным и туннельными управляемыми водосбросами, максимальной пропускной способностью 18 000 м³/сек.
Водохранилище гидроузла относится к горному типу и при нормальном подпорном уровне (НПУ) 892 м НУМ имеет площадь 210 км², объём 14 км³. Полезный объём водохранилища составляет 11,75 км³, что соответствует максимальной сработке водоема до 800 м НУМ, максимальный форсированный уровень 893 м НУМ.
Стоимость строительства оценивается в $1,8 млрд USD, основным подрядчиком строительства была итальянская компания Salini Impregilo. Заказчиком выступала Государственная Электроэнергетическая Корпорация Эфиопии (EEP - Ethiopian Electric Power)